# Riccardia perssonii
Riccardia perssonii là một loài rêu trong họ Aneuraceae. Loài này được S.C. Srivast. & Udar mô tả khoa học đầu tiên năm 1977.